# Естаніслао Струве
Естаніслао Струве Саманьєго (ісп. Estanislao Struway Samaniego, нар. 25 червня 1968, Іта, Парагвай) — колишній парагвайський футболіст, що грав на позиції півзахисника.
На клубному рівні Струве провів більшу частину своєї кар'єри в Парагваї, де виграв п'ять чемпіонських титулів. Він також грав на професіональному рівні в Аргентині, Перу та Бразилії. Виступав також за національну збірну Парагваю, у складі якої був учасником чемпіонату світу 2002 року та п'яти кубків Америки.

## Клубна кар'єра
У дорослому футболі дебютував виступами за команду «Серро Портеньйо», де він дебютував в 1988 році, він виграв два титули парагвайської ліги у свій перший період перебування в клубі, в 1990 і 1992 роках.
1994 року перейшов до аргентинського «Расинг» (А), в якому жодного разу не забив. Після цього він приєднався до клубу з другого аргентинського дивізіону «Лос-Андес». 1996 року він грав за «Спортінг Крістал», з яким став чемпіоном Перу.
З 1997 року виступав у Бразилії за «Португезу Деспортос» та «Корітібу».
1999 року Струве повернувся до «Серро Портеньйо», де виграв ще один чемпіонський титул 2001 року. 2002 року він перейшов в «Лібертад», де провів ще дві виграшні кампанії в чемпіонаті. У 2004 році виступав за «12 жовтня».
Завершив професійну ігрову кар'єру у клубі «Спортіво Ітено», за який виступав протягом 2005 років.

## Виступи за збірну
27 лютого 1991 року дебютував в офіційних іграх у складі національної збірної Парагваю в товариському матчі проти збірної Бразилії, який закінчився внічию 1:1. Того ж року поїхав на Кубок Америки 1991 року у Чилі. 
Після цього зіграв на Кубках Америки 1993 року в Еквадорі, 1995 року в Уругваї, 1997 року у Болівії та Кубка Америки 2001 року у Колумбії.
Останнім великим турніром для Струве став чемпіонат світу 2002 року в Японії і Південній Кореї, на якому зіграв у трьох матчах.
Відразу після «мундіалю», 19 вересня того ж року, в матчі проти Ірану (1:1) зіграв останній матч за збірну. Всього протягом кар'єри у національній команді, яка тривала 12 років, провів у формі головної команди країни 74 матчі, забивши 4 голи.

## Досягнення
«Серро Портеньйо»
- Чемпіонат Парагваю: 1990, 1992, 2001

«Спортінг Крістал»
- Чемпіонат Перу: 1996

«Корітіба»
- Ліга Паранаенсе: 1999

«Лібертад»
- Чемпіонат Парагваю: 2002, 2003